# Poecilia gillii
Poecilia gillii är en fiskart som först beskrevs av Kner, 1863.  Poecilia gillii ingår i släktet Poecilia och familjen Poeciliidae. Inga underarter finns listade i Catalogue of Life.